# Немачка подморница У-22
Подморница У-22 је била Немачка подморница типа II-Б и коришћена у Другом светском рату. Подморница је изграђена 20. августа 1936. године и служила је у 3. подморничкој флотили (1. август 1936 — 1. август 1939) - борбени брод, 3. подморничкој флотили (1. септембар 1939 — 31. децембар 1939) - борбени брод, и 1. подморничкој флотили (1. јануар 1940 — 27. март 1940) - борбени брод.

## Служба
Након изградње и завршене обуке посаде, подморница У-22 се до почетка Другог светског рата, углавном користила за школске патролне задатке. У склопу припрема напада на Пољску, и вероватног одговора француске и Уједињеног Краљевства, У-22, испловљава 26. августа 1939. године, из базе Мемел и одлази на одређену позициују у Северном мору. Након 15 дана патролирања, она упловљава у базу Кил, где остаје до 27. септембра када одлази да положи мине. Свега 7 дана касније, У-22 се враћа у базу Кил. На ново патролирање одлази скоро месец и по дана касније, 15. новембра 1939. године, У 23:06 сати, 18. новембра, У-22 испаљује салву од два торпеда ка другом и трећем броду из конвоја IFC, али оба промашују. Четири минута касније, подморница испаљује још једно торпедо, овог пута према шестом броду у конвоју, и погађа. Британски рибарски брод Wigmore, тоне са комплетном посадом од 16 члана, у року од 3 минута, на око 25 наутичке миље југозападно од рта Ретреј.
Подморница У-22 упловљава 24. новембра 1939. године, у базу Кил, чиме је завршила своје треће борбено патролирање. Дана, 13. децембра, У-22 полази из Кила на нову мисију полагања мина. У 14:30 сати, 20. децембра, шведски трговачки брод Mars, удара у мину, коју је исти дан положила У-22, и тоне заједно са 7 чланова посаде, на око једну наутичку миљу источно од брода светионика у близини Блита. Три дана касније, 23. децембра, британски брод за поправке HMS Dolphin, такође удара у једну мину коју је У-22 положила 20. децецембра, и тоне на око 1,5 наутичку миљу јужно-југоисточно од Блита. Овај брод се користио као пловећа радионица HMS Dolphinу портсмутском бродоградилишту, а затим је одвучен у Хју Болков, где су из њега извађене све машине, и он је одређен за потапање као брод препрека у бази Скапа Флоу.
Дана, 24. децембра 1939. године, У-22 упловљава у базу Кил. Сутрадан, 25. децембра, британски наоружани рибарски брод HMS Loch Doon (Џ. Х. А. Томсон) удара у једну мину, положену од У-22, источно од Блита, и тоне. Три дана касније, 28. децембра, у 09:32 сати, дански трговачки брод Hanne удара у једну мину, положену 20. децембра од У-22, ломи се на два дела, и тоне заједно са 15 чланова посаде, на око једну наутичку миљу источно од Блит Пиеа. У ново патролирање подморница креће из базе Кил, 15. јануара 1940. године. 
У 05:55 сати, 21. јануара 1940. године, британски разарач HMS Exmouth (H 02) (капетан Р. С. Бенсон) је погођен у предњи део једним торпедом, испаљеног са подморнице У-22, и тоне у року од 3 минута, заједно са комплетном посадом од 189 људи. Разарач HMS Exmouth (H 02)је пратио британски трговачки брод Cyprian Prince, кога је промашило једно торпедо у 05:38 сати.
Нешто касније, у 07:11 сати, дански трговачки брод Tekla (запеведник Ага Јенсон) је био погођен једним торпедом са У-22, у десни бок предњег дела командног моста, на око 40 наутичких миља северно-северозападно од рта Кинеирд. Експлозија убија четири члана посаде, и отвара рупе на оба бока, прозрокујућу велика оштећења, што доводи до потонућа брода у наредних 3 минута. Десет преживелих чланова посаде напустало је брод у десном чамци за спасавање, али је он уништен од јарбола, када се брод преврнуо док је тонуо. Пет људи из чамца се удавило, док су осталих пет успели да се попну на један сплав за спасавање. Преостала четири члана посаде су напустили брод у другом сплаву за спасавање, и око 2 сата касније, сакупљени су од британског разарача HMS Sikh (F 82), који их пребацује до норвешког трговачког брода Iris, на коме су пребачени и осталих 5 чланова посаде данског брода, и искрцава их у луку Берген. 
Истог дана, 21. јануара, у 21:30 сати британски трговачки брод  (заповедник Џон Тејлор Стивен), који је пловио без заштите, удара у једну мину, коју је положила У-22 20. децембра 1939. године, и тоне заједно са 9 чланова посаде на око 1,5 наутичку миљу северно од брода светионика у близини Блита. Двојицу преосталих чланова посаде, спасава британски наоружани рибарски брод HMS Young Jacob (FY 975) (Т. Вилијамсон) и искрцава у Норт Шилдс. Подморница У-22 упловљава 24. јануара у Вилхелмсхафен.
Дана, 28. јануара 1940. године, британски трговачки брод  (заповедник Херберт Росер Харис), који је одлутао од конвоја FN-81, удара у једну мину, која је положена 20. децембра 1939. године од У-22 и тоне у близини Блита. Заповедник и 17 других чланова посаде је погинуло. Подморница У-22 полази 8. фебруара 1940. године, из базе Вилхелмсхафен у нову патролу, али се након 25 дана враћа без успеха у Вилхелсхафен. На своје следеће, а уједно и последњо патролирање, У-22 креће из Вилхелмсхафен 20. марта 1940. године. Недељу дана касније, 27. марта, подморници У-22 се у Северном мору, на непознатој позицији, губи сваки траг. Претпоставља се да је потонула са комплетном посадом од 27 људи, услед удара у мину.

## Команданти
- Харалд Гросе - 23. децембар 1936 — 4. октобар 1937.
- Вернер Винтер - 1. октобар 1937 — 3. октобар 1939. (Витешки крст)
- Карл-Хајнрих Јениш - 4. октобар 1939. - †27. март 1940.

## Бродови
| Име брода | Држава               | Тежина     | Година изградње | Датум напада       | Напомена |
|           | Уједињено Краљевство | 345 тона   | 1928.           | 16. новембар 1939. | Потопљен |
|           | Шведска              | 1.877 тона | 1924.           | 20. децембар 1939. | Потопљен |
|           | Уједињено Краљевство | 3.099 тона | 1902.           | 23. децембар 1939. | Потопљен |
|           | Уједињено Краљевство | 534 тона   | 1937.           | 25. децембар 1939. | Потопљен |
|           | Данска               | 1.080 тона | 1905.           | 28. децембар 1939. | Потопљен |
|           | Уједињено Краљевство | 1.475 тона | 1934.           | 21. јануар 1940.   | Потопљен |
|           | Данска               | 1.469 тона | 1920.           | 21. јануар 1940.   | Потопљен |
|           | Уједињено Краљевство | 1.086 тона | 1919.           | 21. јануар 1940.   | Потопљен |
|           | Уједињено Краљевство | 1.487 тона | 1919.           | 28. јануар 1940.   | Потопљен |
| --------- | -------------------- | ---------- | --------------- | ------------------ | -------- |